# Zandschildhagedis
De zandschildhagedis (Gerrhosaurus skoogi) is een hagedis uit de familie schildhagedissen (Gerrhosauridae).

## Naam
De soort werd voor het eerst wetenschappelijk beschreven door Lars Gabriel Andersson in 1916. Vroeger behoorde de soort tot het niet langer erkende geslacht Angolosaurus. De soortaanduiding skoogi is een eerbetoon aan Hilmer Nils Erik Skoog (1870 - 1927), die het eerste exemplaar ving.

## Uiterlijke kenmerken
De kopromplengte bedraagt maximaal ongeveer 15 centimeter, de staart is even lang als het lichaam of iets korter. De zandschildhagedis lijkt enigszins op een skink; het lichaam is langwerpig en heeft gladde schubben. Het lichaam is rond en gestroomlijnd, een aanpassing op het leven in het zand. De schubben op de rug en flanken zijn groot en bijna vierkant en zeer hard. Aan de onderzijde van iedere flank is een huidplooi aanwezig zodat het relatief stijve lichaam toch wat uit kan zetten.
De poten zijn krachtig en goed ontwikkeld. De vingers en tenen dragen klauwtjes en de tenen hebben een uitstaande rij schubben die het pootoppervlak vergroten om beter over het zand te rennen.
De kop is afgeplat en heeft een duidelijk schoffelachtige snuitpunt. De kop heeft geen duidelijke nek. De zandschildhagedis heeft aanpassingen om oor- en neusopeningen te beschermen tegen zand; opstaande schubben die deze gaten kunnen afsluiten.
De lichaamskleur is beige tot donkerbruin, met op de rug enkele dunne lengtestrepen of vlekkenrijen. Soms zitten er bruinrode vlekken op de rug en flanken, waardoor de hagedis goed gecamoufleerd is in de zandduinen waar hij leeft. De mannetjes hebben een donkere kop en keel, de juvenielen hebben een egale lichtbruine zandkleur en geen tekening.

## Verspreiding en habitat
De soort komt voor in delen van Afrika en leeft in noordwestelijk Namibië, zuidwestelijk Angola en in de Namibwoestijn. Alleen de noordelijke delen van de Namibwoestijn zijn geschikt, omdat in het zuidelijke deel de favoriete voedselplanten ontbreken. De habitat bestaat uit erg droge en hete omgevingen zoals woestijnen of zandduinen. Vanwege de afgelegen gebieden waar de hagedis voorkomt werd het dier pas in 1912 in Angola voor het eerst aangetroffen door Skoog. Het duurde tot 1963 voor het eerste exemplaar in Namibië werd gevonden.

## Levenswijze
De zandschildhagedis ligt een groot deel van de dag ingegraven onder het zand en komt alleen in de ochtend bovengronds om te jagen. Soms blijft het dier dagenlang onder de grond. Als het te heet wordt graaft hij zich dieper in of schuilt onder de stekelige struiken. Bij bedreiging kan deze soort zich razendsnel ingraven en kan 24 uur lang doodstil onder de grond wachten tot het gevaar voorbij is.
Net zoals een skink kan hij ook door het zand 'zwemmen', door de poten tegen het lichaam te houden en kronkelende bewegingen te maken. Deze manier van voortbewegen doet sterk denken aan een slang.
De hagedissen leven in groepen en kunnen massaal voorkomen. Tijdens de voortplantingstijd hebben de mannetjes een veel zwartere kop dan de rest van het jaar. Ze lokken de vrouwtjes door met het lichaam te schudden. Het territorium wordt actief verdedigd en concurrenten worden weggejaagd. Er worden twee tot vier eieren afgezet per legsel.

## Voedsel
Op het menu staan insecten en vooral kevers uit de familie zwartlijven (Tenebrionidae). Niet alleen wordt er actief op de kevers gejaagd maar ook dode exemplaren worden gegeten. Een bijzonderheid is dat de hagedis voor een groot deel planten eet. Planten staan ook op het menu van andere schildhagedissen maar maken slechts een klein deel van het menu uit. De zandschildhagedis eet voornamelijk van de plant Acanthosicyos horridus, die bekend staat om zijn vruchten die narameloenen worden genoemd. Zowel de doorns, de bloemen als de jonge bladeren van de plant worden gegeten.